# بوبیتس
بوبیتس (به آلمانی: Bobitz) یک شهر در آلمان است که در نوردوست‌مکلنبورگ واقع شده‌است. بوبیتس ۲٬۷۳۵ نفر جمعیت دارد.